# Hapalemur
Hapalemur là một chi động vật có vú trong họ Lemuridae, bộ Linh trưởng. Chi này được I. Geoffroy miêu tả năm 1851. Loài điển hình của chi này là Lemur griseus É. Geoffroy, 1812 (= Lemur griseus Link, 1795).

## Hình ảnh

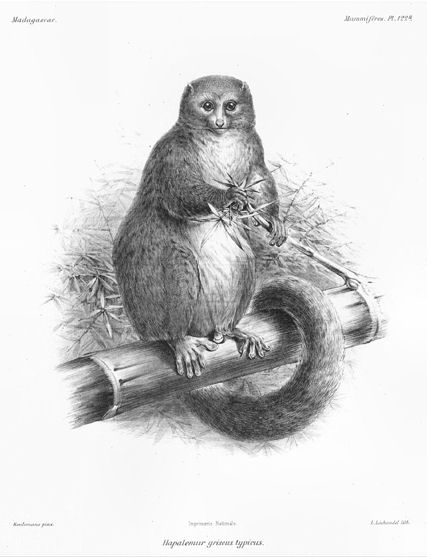
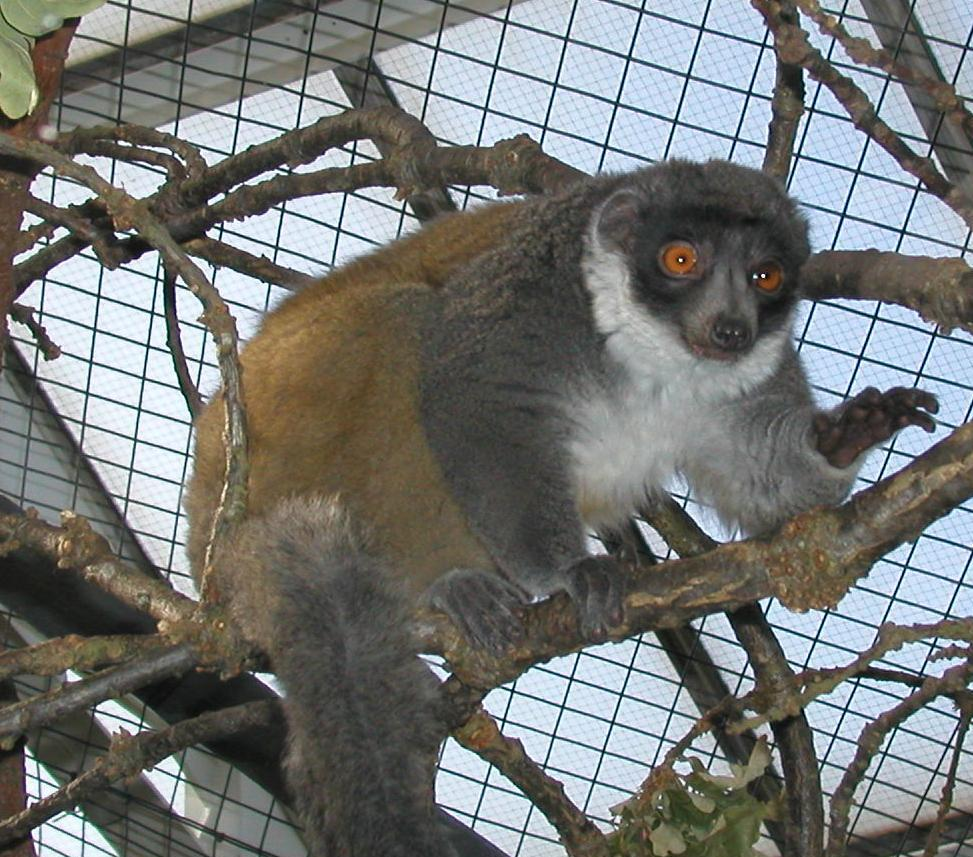
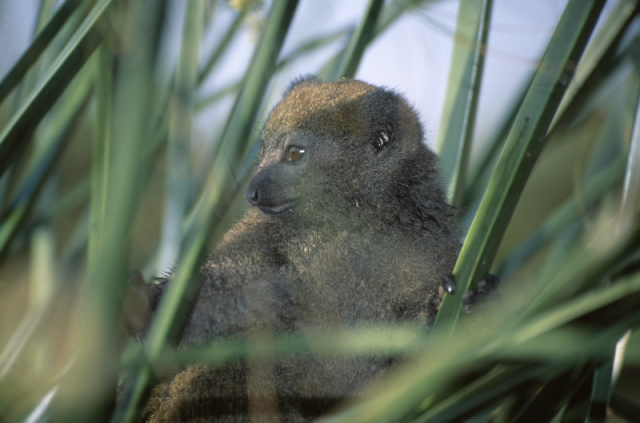
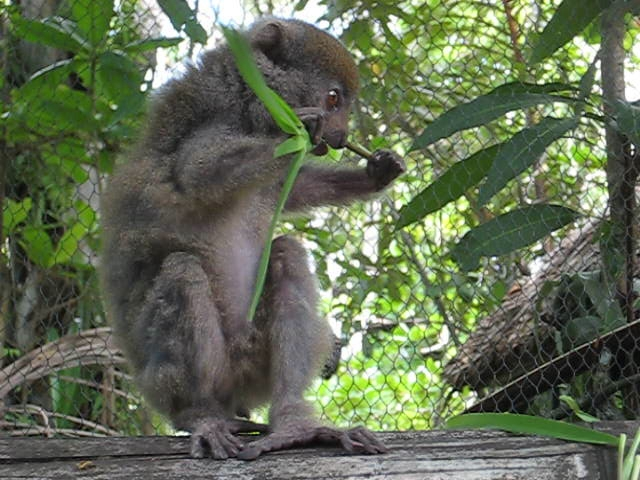

## Các loài
Chi này gồm các loài: